# Podne-namaz
Podne namaz,  jedan je od pet propisanih dnevnih namaza u islamu. Spada u obvezne (farz) namaze. Svaki je punoljetni (u islamu se pod punoljetnošću podrazumijeva pubertet) muslimanski vjernik obvezan svaki dan, stalno, redovno i na vrijeme ispunjavati. Na hrvatskom jeziku se za ispunjavanje te obveze koristi riječ "klanjanje". Jedan od uvjeta za klanjanje namaza jeste klanjanje namaza u točno određeno vrijeme. Podne namaz počinje nakon izlaska Sunca sa sredine neba i traje do ikindije. Početak mu se oglašava ezanom, pozivom mujezina s minareta džamije. 